# Трофарело
Трофарѐло (на италиански: Trofarello; на пиемонтски: Trofarel, Трофарел) е град и община в Метрополен град Торино, регион Пиемонт, Северна Италия. Разположен е на 300 m надморска височина. Към 1 януари 2020 г. населението на общината е 10 869 души, от които 668 чужди граждани.